# Rolls-Royce Phantom V

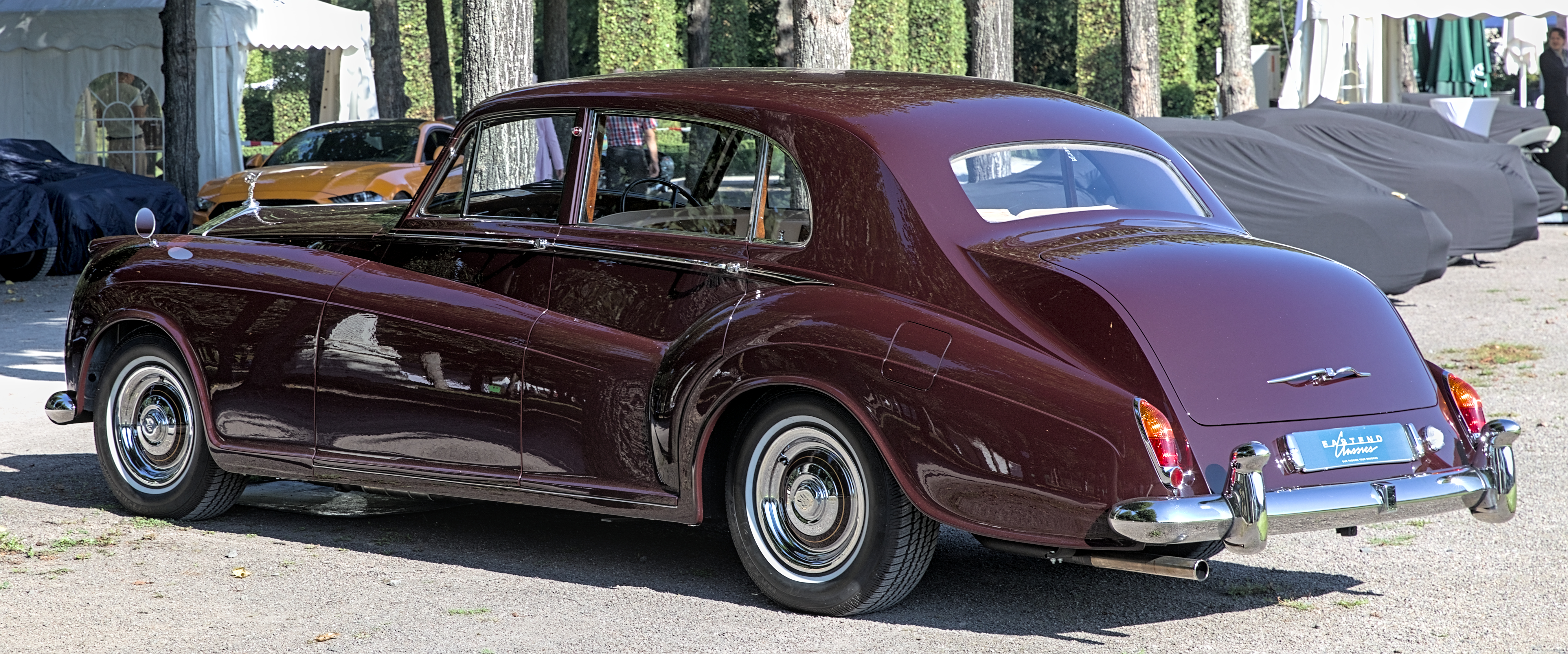
Heckansicht

Der Rolls-Royce Phantom V ist ein von 1959 bis 1968 von Rolls-Royce gebaute Repräsentationslimousine der Luxusklasse. 

## Technik
Als Motor wurde ein V8 mit 90° Zylinderwinkel, einem Hubraum von 6230 cm³ und zwei SU-Vergasern verbaut, an den ein vierstufiges Automatikgetriebe angeflanscht war. Der Wagen hatte rundum Trommelbremsen und einen Radstand von 3683 mm. Der Phantom V wurde von 1959 bis 1968 in 516 Exemplaren hergestellt und basierte auf dem Silver Cloud II, von dem er auch den Motor und das Automatikgetriebe, eine Hydramatic von General Motors,  übernahm. Ab 1963 wurde die um 7 % leistungsfähigere Maschine des Silver Cloud III eingebaut und die späteren Modelle erhielten zusätzlich neue vordere Kotflügel mit eingelassenen Doppelscheinwerfern. Die Wagen erreichten eine Höchstgeschwindigkeit von 163 km/h.
Zahlreiche Fahrgestelle wurden mit Sonderkarosserien unabhängiger Karosseriebauunternehmen versehen. Eine Reihe sehr unterschiedlicher Aufbauten stammte von James Young.

## Berühmte Besitzer
Berühmte Halter des Fahrzeuges waren Königin Elisabeth II. und ihre Mutter Queen Mum. Die Wagen von Elisabeth II. waren offizielle Staatskarossen des Vereinigten Königreiches und wurden mit einer Standarte und einem beleuchteten Wappenschild über der Windschutzscheibe ausgestattet. Die Spirit of Ecstasy wurde bei offiziellen Anlässen durch eine Figur des Heiligen Georg ersetzt. Eines der königlichen Exemplare kann in einer besonderen Garage an Bord der Britannia in Leith (Schottland) besichtigt werden, ein weiteres Exemplar ist im Motor-Museum von Schloss Sandringham ausgestellt.
König Olav V. von Norwegen besaß ebenfalls einen Phantom V aus dem Jahr 1962. Der Gouverneur von Hongkong nutzte einen Phantom V für Zeremonien. Die britische königliche Marine brachte den Wagen gleich nach der Übergabe Hongkongs an China am 1. Juli 1997 nach England zurück.
John Lennons Phantom V wurde vom Werk in weißer Außenfarbe ausgeliefert, er ließ ihn von einem Künstler mit einer psychedelischen Sonderlackierung versehen. Dieser Wagen gehört zu den wertvollsten Erinnerungsstücken der Popmusik.